# باتريسيو ماريانو
باتريسيو ماريانو هو صحفي وكاتب وشاعر فلبيني، ولد في 17 مارس 1877 في مانيلا في الفلبين، وتوفي بنفس المكان في 28 يناير 1935.